# Freeter, ie o kau.
Freeter, ie o kau. (フリーター、家を買う。?, Furītā, ie o kau.) è un dorama stagionale in 10 puntate prodotto e trasmesso da Fuji TV nel 2010. L'anno seguente è andato in onda uno special conclusivo con gli stessi attori protagonisti. La storia è tratta da un romanzo di Hiroshi Arikawa pubblicato nel 2009.

## Trama
Seiji perde il lavoro dopo appena tre mesi. Senza più alcuna ambizione né obiettivo nella vita, con pochissimi soldi e pessimi rapporti con la famiglia d'origine, comincia sempre più a rinchiudersi in se stesso, fino a che non diventa un vero e proprio hikikomori: auto-recluso all'interno della propria camera.
Dopo che la madre si ammala a causa di una forte depressione riesce nonostante tutto a trovarsi un lavoro part-time per una società di costruzioni presso un cantiere edile; da qui prova a ripartire per potersi ricostruire poco alla volta un'esistenza. Al cantiere conosce anche la bella Manami, che è il suo supervisore: laureatasi in un'università prestigiosa la giovane donna appare proprio come l'esatto contrario di Seiji.
Dopo un primo forte scontro di personalità, i due iniziano gradualmente a comprendere i reciproci caratteri.

## Personaggi
- Kazunari Ninomiya - Take Seiji
- Fuku Suzuki - Seiji da bambino
- Karina Nose - Chiba Manami
- Haruka Igawa - Nagata Ayako
- Ryuhei Maruyama - Toyokawa Teppei
- Masahiro Inoue - Teshima Shinji
- Rei Okamoto - Hoshino Akari
- Wataru Yokoo - Nishimoto Kazuhiko
- Hyunri - Shimada Akiko
- Kohei Otomo - Oetsu Sadao
- Machiko Washio - Nagata Noriko
- Hidekazu Mashima - Yamaga Ryosuke
- Kazuya Kojima - Kitayama Masahiko
- Sotaro Tanaka - Okano Tadashi
- Ryuji Yamamoto - Tsukamoto Manabu
- Daisuke Shima - Sanada Masaya
- Ryoko Sakaguchi - Nishimoto Sachiko
- Naoto Takenaka - Take Seiichi
- Atsuko Asano - Take Sumiko
- Tomoya Hashimoto - Nagata Tomoya
- Tomoya Nanami - Nagata Fumiya
- Masaki Aiba - Hirata (ep10)

## Colonna sonora
- Hatenai Sora degli Arashi
- Kimitte di Kana Nishino

## Riconoscimenti
- 2011 Tokyo Drama Awards: Grand Prix
- 2011 Tokyo Drama Awards: Miglior attore - Ninomiya Kazunari
- 2011 Tokyo Drama Awards: Miglior produzione - Hashimoto Fumi
- 67th Television Drama Academy Awards: Miglior serie
- 67th Television Drama Academy Awards: Miglior attore - Ninomiya Kazunari
- 67th Television Drama Academy Awards: Miglior canzone a tema
- 14th Nikkan Sports Drama Grand Prix (Oct-Dec 2010): Miglior serie
- 14th Nikkan Sports Drama Grand Prix (Oct-Dec 2010): Miglior attore - Ninomiya Kazunari